# Nykterhetsrörelse
Nykterhetsrörelsen är en folkrörelse vilkas medlemmar avstår från alkohol och narkotika. Organisationerna arbetar i regel också med upplysning om riskerna med dessa preparat och för att få till stånd samhälleliga åtgärder som begränsar konsumtionen.

## Historik
Rörelser som motsatt sig användandet av alkohol och andra droger har långa historiska rötter. Islam har allt sedan sitt bildande hört till dessa.
Den moderna västerländska nykterhetsrörelsen har sina rötter i USA, där olika kyrkor runt år 1800 började uppmana sina medlemmar att skriva under personliga nykterhetslöften. De första kända nykterhetsföreningarna bildades 1808 i Saratoga, New York och 1813 i Massachusetts. Rörelsen spred sig snabbt, med stöd av flera evangelister och trossamfund och 1833 fanns över 6 000 lokala nykterhetsföreningar, fördelade på ett flertal amerikanska delstater.
Nykterhetsrörelsen i Sverige kan sägas starta 1828, med att prästen Carl Emanuel Bexell i Smålands Rydaholm då tog initiativet till att grunda den första nykterhetsföreningen i landet.

## Organisation
Den största samarbetsorganisationen på internationellt plan heter Movendi International och samlar nykterhetsorganisationer i över 50 länder. Movendi Internationals gemensamma plattform säger att alla organisationer ska arbeta för demokrati och varje människas lika värde, samt fred mellan länder. Dessutom kräver Movendi Internationals plattform personlig nykterhet av alla medlemmar i organisationerna.